# 丽江轨道交通
丽江轨道交通为中华人民共和国云南省丽江市的有轨电车系统。线网首条线路——1号线于2025年2月12日开通初期运营，另有多条线路正在规划。

## 运营中线路

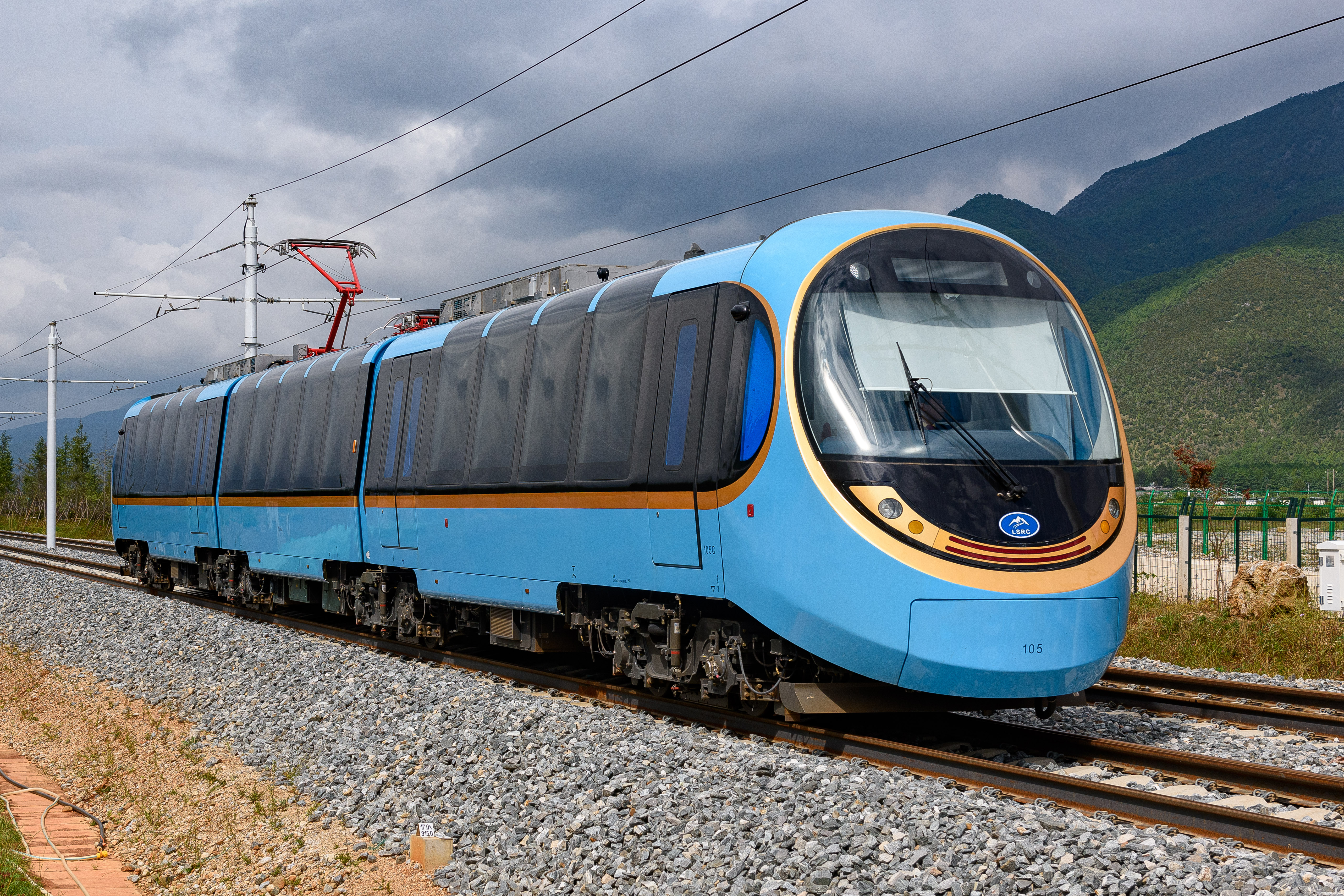
丽江轨道交通105号车组接近白沙古镇站

1号线又称丽江雪山观光火车，连接玉龙雪山新游客服务中心的游客中心站和甘海子雪川游客港的玉龙雪山站，全长20.465km，共设有5座车站，全部为地面站。线路修建标准为现代有轨电车，设计最高运行时速为70km，投资概算总额为28.0874亿元。该线由丽江雪山轨道交通有限公司投资建设，2025年2月12日开通初期运营，运维工作由广州地铁交通发展负责。

## 规划中线路
2019年，丽江市政府批复《丽江市有轨电车线网规划》。该线网由3条市域旅游线和2条城区骨干线组成，线路总长121.3公里。
根据丽江市交通运输局2021年发布的信息公示，计划近期建设的丽江有轨电车一期工程除1号线外，还包括连接游客中心和丽江火车站的2号线，以及连接三义机场和丽江火车站的3号线。2号线与3号线计划建成初期贯通运营。2号线曾于同年12月开展第一次环评信息公示，惟之后该线及线网其他线路再无公开进展。